# Дабанда
Дабанда — пресноводное озеро в Нанайском районе Хабаровского края России. Площадь зеркала — 12,2 км², подвержена колебаниям в зависимости от времени года. Водосборная площадь — 251 км². Высота на уровнем моря — 30,6 м. Озеро Дабанда находится в левобережной пойме нижнего течения реки Амур, соединяется с ней протоками Малая Дабандинская, Дунайка и др.
Имеет вытянутую форму с двумя удлинёнными заливами на севере и северо-западе, береговая линия сильно изрезана островами, протоками и вдающимися полуостровами. Река Дабандинка впадает на севере. Имеет сток в Амур через протоки.
Берега низкие, весьма заболоченные, особенно на западе, где к озеру примыкает болото Дабандинская Марь, частично покрытая Малым Дабандинским лесом. Невысокие сопки Дабанда (139 м) и Тахомо-Кхе (152 м) находятся, соответственно, на севере и северо-востоке. Ближайшие населённые пункты, сёла Сикачи-Алян и Малышево, находятся в 15 км к юг-юго-востоку, на другой стороне Амура.